# Campeonato da Europa de Atletismo de 2010 - 20 km marcha atlética masculina
A prova da marcha atlética 20 km  masculina do Campeonato da Europa de Atletismo de 2010 foi disputada no dia 27 de julho de 2010 pelas ruas de  Barcelona, na Espanha. 

## Recordes
Antes desta competição, os recordes mundiais e do campeonato nesta prova eram os seguintes:
|                       | Nome               | Nacionalidade | Tempo    | Local   | Data                   |
| --------------------- | ------------------ | ------------- | -------- | ------- | ---------------------- |
| Recorde mundial       | Vladimir Kanaykin  | Rússia        | 1h17m16s | Saransk | 29 de setembro de 2007 |
| Recorde do campeonato | Paquillo Fernández | Espanha       | 1h18m37s | Munique | 6 de agosto de 2002    |
| Recorde europeu       | Vladimir Kanaykin  | Rússia        | 1h17m16s | Saransk | 29 de setembro de 2007 |

## Medalhistas
| Ouro                | Prata             | Bronze                 |
| Alex Schwazer (ITA) | João Vieira (PRT) | Robert Heffernan (IRL) |

## Cronograma
Todos os horários são locais (UTC+2).
| Data        | Hora | Evento |
| ----------- | ---- | ------ |
| 27 de julho | 8:05 | Final  |

## Resultados
| Posição           | Atleta              | Nacionalidade | Tempo    | Notas                |
| ----------------- | ------------------- | ------------- | -------- | -------------------- |
| Medalha de ouro   | Alex Schwazer       | Itália        | 1h 20'38 |                      |
| Medalha de prata  | João Vieira         | Portugal      | 1h 20'49 |                      |
| Medalha de bronze | Robert Heffernan    | Irlanda       | 1h 21'00 |                      |
| 5                 | Giorgio Rubino      | Itália        | 1h 22'12 | Recorde da temporada |
| 6                 | Andrey Krivov       | Rússia        | 1h 22'20 | Recorde da temporada |
| 7                 | Matej Tóth          | Eslováquia    | 1h 22'20 |                      |
| 8                 | Jakub Jelonek       | Polónia       | 1h 22'24 | Recorde da temporada |
| 9                 | Juan Manuel Molina  | Espanha       | 1h 22'35 |                      |
| 10                | Rafał Augustyn      | Polónia       | 1h 22'40 |                      |
| 11                | Andriy Kovenko      | Ucrânia       | 1h 22'43 | Recorde da temporada |
| 12                | Ruslan Dmytrenko    | Ucrânia       | 1h 22'45 |                      |
| 13                | Hervé Davaux        | França        | 1h 24'12 |                      |
| 14                | Miguel Ángel López  | Espanha       | 1h 24'28 |                      |
| 15                | Silviu Casandra     | Roménia       | 1h 24'51 |                      |
| 16                | Maik Berger         | Alemanha      | 1h 25'01 |                      |
| 17                | Anton Kucmin        | Eslováquia    | 1h 25'12 |                      |
| 18                | José Ignacio Díaz   | Espanha       | 1h 25'36 |                      |
| 19                | Dawid Tomala        | Polónia       | 1h 25'50 |                      |
| 20                | Jamie Costin        | Irlanda       | 1h 26'05 |                      |
| 21                | Sérgio Vieira       | Portugal      | 1h 27'07 |                      |
| 22                | Ivan Losyev         | Ucrânia       | 1h 27'12 |                      |
| 23                | Arnis Rumbenieks    | Letónia       | 1h 30'50 | Recorde da temporada |
| -                 | Máté Helebrandt     | Hungria       | DNF      |                      |
| -                 | Ivano Brugnetti     | Itália        | DNF      |                      |
| -                 | Ato Ibáñez          | Suécia        | DSQ      |                      |
| -                 | Dzianis Simanovich  | Bielorrússia  | DSQ      |                      |
| —                 | Stanislav Emelyanov | Rússia        | 1h 20'10 | Doping               |

Legenda
| Recorde mundial       | Recorde mundial (World record)               |                       | Recorde africano                      | Recorde africano (African) |                                           | Q | Classificado por posição (Qualified) |
| Recorde do campeonato | Recorde do campeonato (Championship record)  | Recorde da América    | Recorde da América (Americas)         | q                          | Classificado por melhor tempo (Qualified) |   |                                      |
| Melhor marca do ano   | Melhor marca do ano (World leading)          | Recorde asiático      | Recorde asiático (Asian)              | DNS                        | Não largou (Did not start)                |   |                                      |
| Recorde nacional      | Recorde nacional (National record)           | Recorde europeu       | Recorde europeu (European)            | DNF                        | Não terminou (Did not finish)             |   |                                      |
| Recorde pessoal       | Recorde pessoal do atleta (Personal best)    | Recorde da Oceania    | Recorde da Oceania (Oceania)          | DSQ / DQ                   | Desclassificado (Disqualified)            |   |                                      |
| Recorde da temporada  | Recorde da temporada do atleta (Season best) | Recorde sul-americano | Recorde sul-americano (South America) | NM                         | Sem marca (No mark)                       |   |                                      |